# جون تي. نيكسون
جون تي. نيكسون هو محامي وقاضي وسياسي أمريكي، ولد في 31 أغسطس 1820 في فيرتون في الولايات المتحدة، وتوفي في 28 سبتمبر 1889 في Stockbridge, Massachusetts ‏ في الولايات المتحدة. نشط حزبياً في الحزب الجمهوري. وقد انتخب عضو جمعية نيوجيرسي العامة ‏ وانتخب عضو مجلس النواب الأمريكي ‏.